# ناحیه اماندا، شهرستان آلن، اوهایو
شهرستان اماندا، بخش آلن، اوهایو (به انگلیسی: Amanda Township, Allen County, Ohio) یک منطقهٔ مسکونی در ایالات متحده آمریکا است که در اوهایو واقع شده‌است.

## خصوصیات
شهرستان اماندا ۸۹٫۱ کیلومترمربع مساحت و ۲٬۰۷۱ نفر جمعیت دارد و ۲۴۷ متر بالاتر از سطح دریا واقع شده‌است.